# 安拜群島
安拜群島是印度尼西亞的群島，位於亞彭島以南、極樂鳥灣和新畿內亞以北，由巴布亚省亚彭群岛县负责管理。西面有庫蘭群島，島上居民大多住在岸邊架在高支柱上的房子。
1°54′S 136°20′E / 1.900°S 136.333°E